# Метскюла (Вильяндимаа)
Ме́тскюла (эст. Metsküla) — деревня в волости Пыхья-Сакала уезда Вильяндимаа, Эстония. 
До административной реформы местных самоуправлений Эстонии 2017 года входила в состав волости Сууре-Яани.

## География и описание
Расположена в 9,5 километрах к северо-западу от уездного центра Вильянди и в 14 километрах к югу от волостного центра Сууре-Яани. Высота над уровнем моря — 78 метров.
Вдоль южной границы деревни течёт река Раудна. По территории деревни протекают впадающие в реку Раудна ручьи Нырга (Метскюла) и Вастемыйза.
Климат умеренный. Официальный язык — эстонский. Почтовый индекс — 71302.

## Население
По данным переписи населения 2021 года, в Метскюла насчитывалось 146 жителей, все — эстонцы.
По данным переписи населения 2011 года, в деревне проживали 182 человека, все — эстонцы.
Численность населения деревни Метскюла по данным Департамента статистики:  
| 2000 | Год | 2011  | 2017  | 2018  | 2019  | 2020  | 2021  |
| ---- | --- | ----- | ----- | ----- | ----- | ----- | ----- |
| Чел. | 189 | ↘ 182 | ↘ 168 | ↘ 175 | ↘ 168 | ↘ 166 | ↘ 146 |

## История
В письменных источниках 1584 года упоминается Mieczkula, 1796 года — Metsla, 1839 года — Metzküll.
На военно-топографических картах Российской империи (1846–1901 годы), в состав которой входила Эстляндская губерния, деревня обозначена как Мецкюля.
До земельной реформы 1919 года деревня Метскюла принадлежала мызе Грос-Кеппо (Сууре-Кыпу).
В 1977 году, во время кампании по укрупнению деревень, Метскюла была объединена с деревней Мяннику, основанной в 1945 году.

## Достопримечательности
На территории деревни находится местная достопримечательность — дюны Руунарайпе. Они расположены на северо-западном краю возвышенности Сакала и образовались 10 тысяч лет назад, когда море доходило до этих мест.

## Комментарии
1. ↑  Эстонские топонимы, оканчивающиеся на -а, не склоняются и не имеют женского рода (исключение — Нарва)[6].